# Paleta (przyrząd)

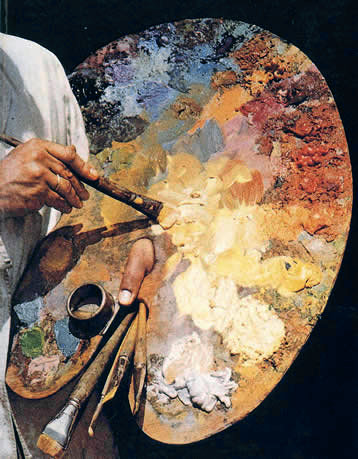
Duża paleta drewniana z farbami olejnymi; widoczny otwór na kciuk

Paleta – prosty przyrząd malarski w postaci płytki lub bardzo płytkiej kuwety, służący do rozmieszczania farb potrzebnych w procesie malowania oraz ich swobodnego mieszania, rozcieńczania lub łączenia z mediami malarskimi. Paletą nazywany jest również dobór barw stosowany przez malarza lub szkołę.

## Historia

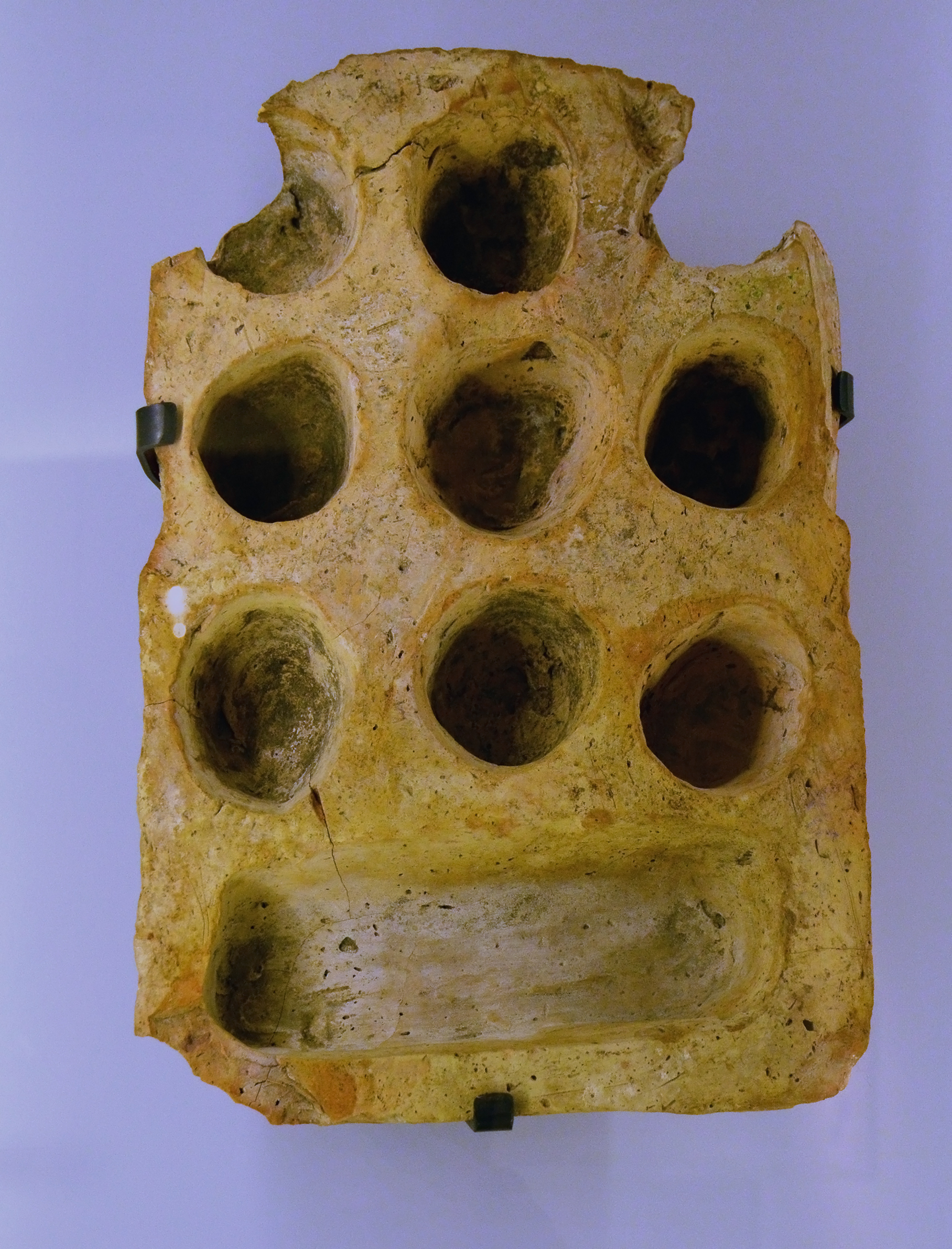
XV-wieczna paleta z terakoty. Musée d'Art et d'Histoire of Sainte-Menehould (Francja)

W starożytności (np. w Egipcie) paletami najczęściej były duże muszle, lecz służyły zwykle do rozcierania farb. W XV w. palety miały przeważnie kształt prostokątny i uchwyt, a rzadziej otwór na kciuk. Używanie palet ciemnych, w kolorze naturalnego drewna datuje się dopiero od XVII w., kiedy to zaczęto malować prawie wyłącznie na barwionych zaprawach malarskich, tzw. bolusowych. W XVIII w. przeważały drewniane palety owalne, dość dużych rozmiarów, z otworem na kciuk. Olbrzymie palety ze spiczastym wybiegiem sięgającym artyście aż na plecy są wynalazkiem XIX w.

## Sposób użycia
Farby na palecie kładzione są według ustalonego porządku, czasem indywidualnego dla poszczególnych artystów. Najczęściej stosuje się system, w którym biel zajmuje miejsce środkowe przy krawędzi palety, na prawo od niej umieszcza się farby o ciepłych barwach (żółcie, czerwienie i brązy), a na lewo o barwach chłodnych (zielenie, błękity, czerń). Można również stosować układ farb od jasnych do ciemnych. Farby olejne, akryle i tempery można następnie nakładać na obraz bezpośrednio lub po ich zmieszaniu i uzyskaniu właściwej barwy. Można też je najpierw połączyć z różnymi malarskimi mediami dla osiągnięcia odpowiedniej właściwości lub konsystencji. Farby te miesza się na palecie za pomocą szpachelki malarskiej lub pędzla. Farby wodne rozcieńcza się na palecie wodą dla uzyskania właściwej intensywności pigmentu, a także miesza pędzlem dla uzyskania odpowiedniego odcienia barwy.

## Rodzaje palet

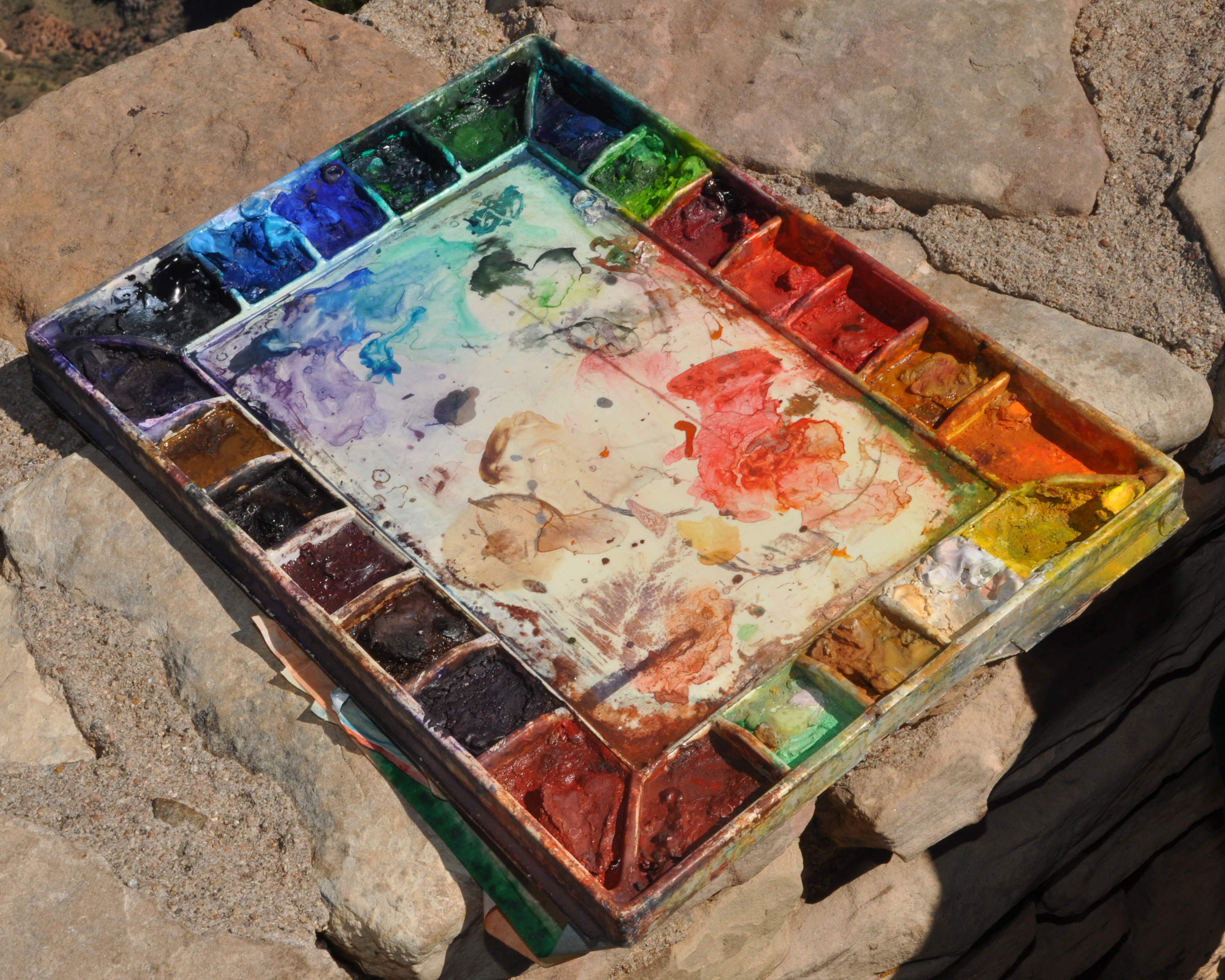
Prostokątna paleta plastikowa z farbami akwarelowymi

W zależności od wykorzystania, palety mogą być ręczne (zwykle owalne, z otworem na kciuk, wyprofilowane dla osób prawo- lub leworęcznych) i stołowe (duże, prostokątne). W malarstwie akwarelowym używa się często składanych palet podróżnych (kieszonkowych) wykorzystywanych podczas plenerów. Rozmiar palety dobiera się w zależności od ilości farby używanej podczas jednej sesji malarskiej.

### Palety drewniane
Do wykonywania palet drewnianych najczęściej stosowane jest drewno gruszy, buku, jabłoni i jaworu. Nowa paleta wymaga nasączenia olejem lnianym, bądź pomalowania kilkoma warstwami werniksu poliuretanowego, by nie chłonęła spoiwa z farb. Drewniane palety używa się do malowania farbami olejnymi lub temperami tłustymi. Ich naturalny kolor drewna (odcienie brązu) może zakłamywać faktyczną barwę mieszanych farb, zwłaszcza przy różnym oświetleniu płótna i palety. Czyszczenie palet drewnianych, konieczne do zachowania czystości barw, bywa żmudne i kłopotliwe.

### Palety plastikowe

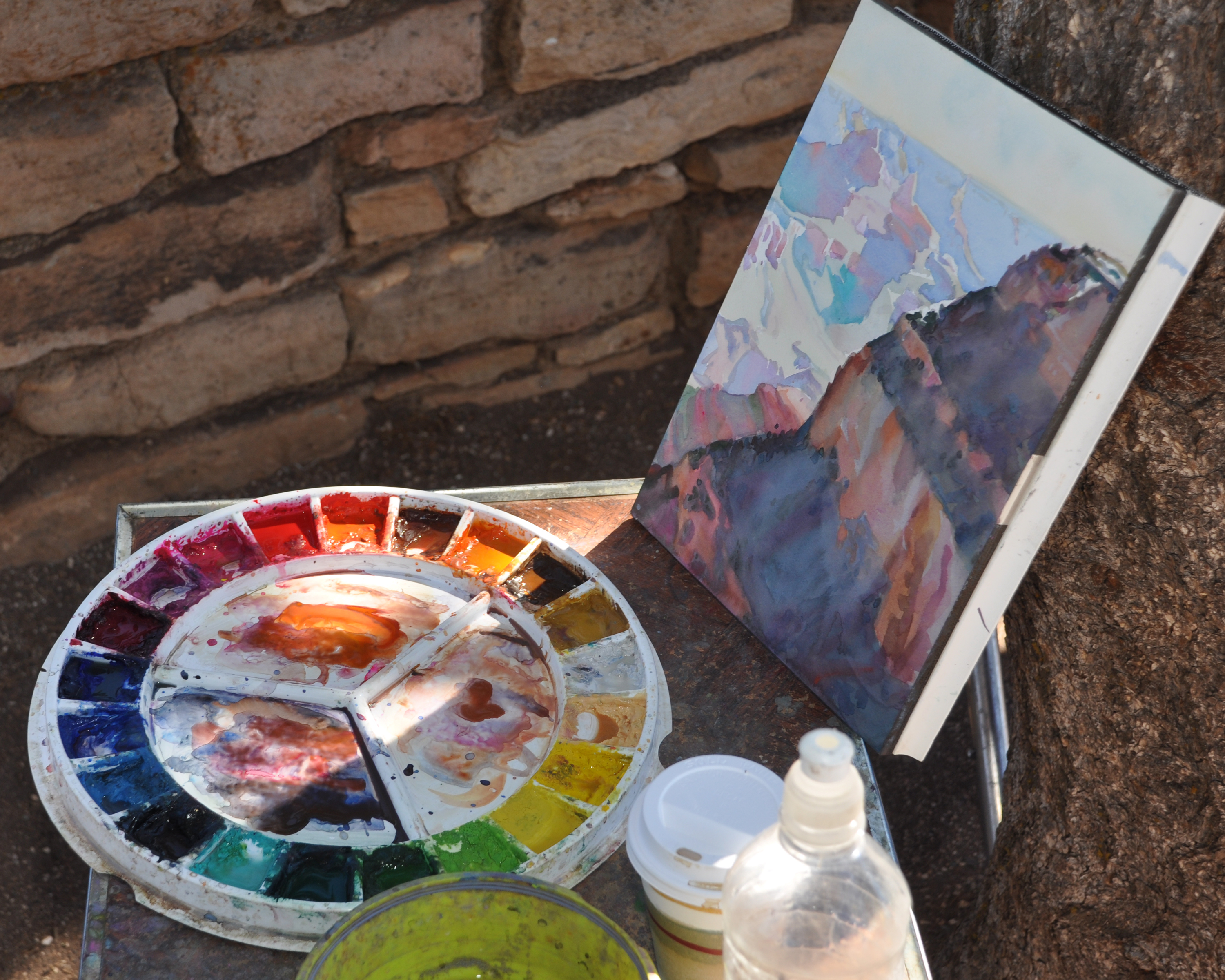
Okrągła paleta plastikowa z gwaszami

Szeroko współcześnie stosowane palety plastikowe są wykorzystywane przy malowaniu farbami wodnymi – akwarelą, gwaszem, czasem też chudymi temperami. Są rodzajem płytkiej kuwety z wgłębieniami na farby i wydzielonymi komorami do ich mieszania. Najczęściej są białe, w kolorze podobrazia stosowanego w akwareli. Mają różne rozmiary i kształty (okrągłe, owalne, kwadratowe, prostokątne), bywają z otworem na kciuk i z pojemnikiem na wodę. Często są składane, stanowiąc równocześnie zamykaną kasetkę na farby.

### Jednorazowe palety papierowe
Jest to blok specjalnie zaimpregnowanego nieprzemakalnego papieru w kolorze białym, czasem z wycięciem na kciuk. Blok zawiera kilkadziesiąt arkuszy w formacie A4 lub A3. Każdy arkusz to jednorazowa paleta, którą po zakończeniu sesji można wyrwać z bloku i wyrzucić. Takie palety są przeznaczone dla farb olejnych i akrylowych. Doskonale sprawdzają się podczas plenerów.

### Palety „Stay Wet”

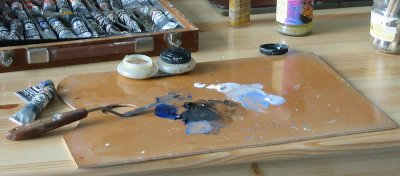
Stołowa paleta szklana z brązowym papierowym podkładem

Inną odmianą jednorazowych palet papierowych, są palety zapewniające wilgoć szybkoschnącym farbom akrylowym. Jest to rodzaj plastikowej kuwety z wilgotnym podkładem (z papieru lub z gąbki) przykrytym papierem pergaminowym, który umożliwia powolną absorpcję wilgoci z podkładu. Dzięki temu wydłuża się czas wysychania farb na pergaminie i można malować bez pośpiechu.

### Palety szklane i z pleksi
Coraz częściej stosowane przez artystów palety z hartowanego szkła lub z pleksiglasu mają dwie podstawowe zalety: są przezroczyste i łatwe do czyszczenia. Dzięki przezroczystości paletę można położyć na papierze w dogodnym dla artysty kolorze, a nawet na wydrukowanym wzorniku barw zaplanowanych w obrazie. Dzięki temu uzyskanie właściwych odcieni mieszanych na palecie farb jest znacznie łatwiejsze. Gładką i twardą powierzchnię szkła lub pleksi można w kilka minut oczyścić z zaschniętej farby za pomocą szpachli.

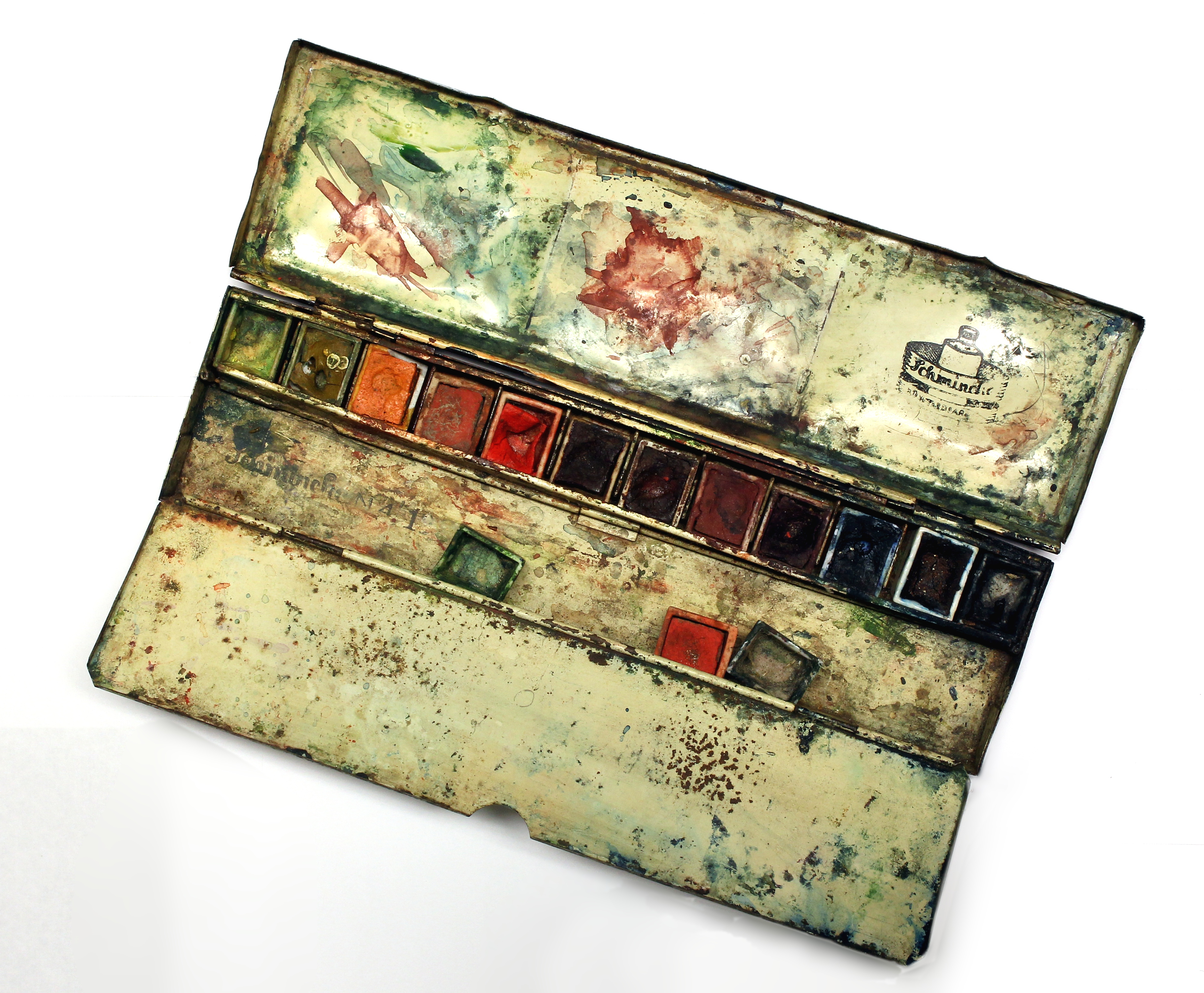
Rozkładana emaliowana paletka metalowa służąca też jako podróżna kasetka na akwarele (ok. 1935)

### Inne palety
Wśród palet, które wyszły już z użycia, wyparte przez palety plastikowe, są rozkładane, emaliowane na biało palety metalowe służące głównie jako kasetki podróżne na akwarele. A także białe palety ceramiczne lub zastępujące je płytkie talerze bez ozdób – wykorzystywane do przygotowania większych ilości rozcieńczonego pigmentu potrzebnego do pokrycia dużych fragmentów akwareli (lawowanie).

## Galeria

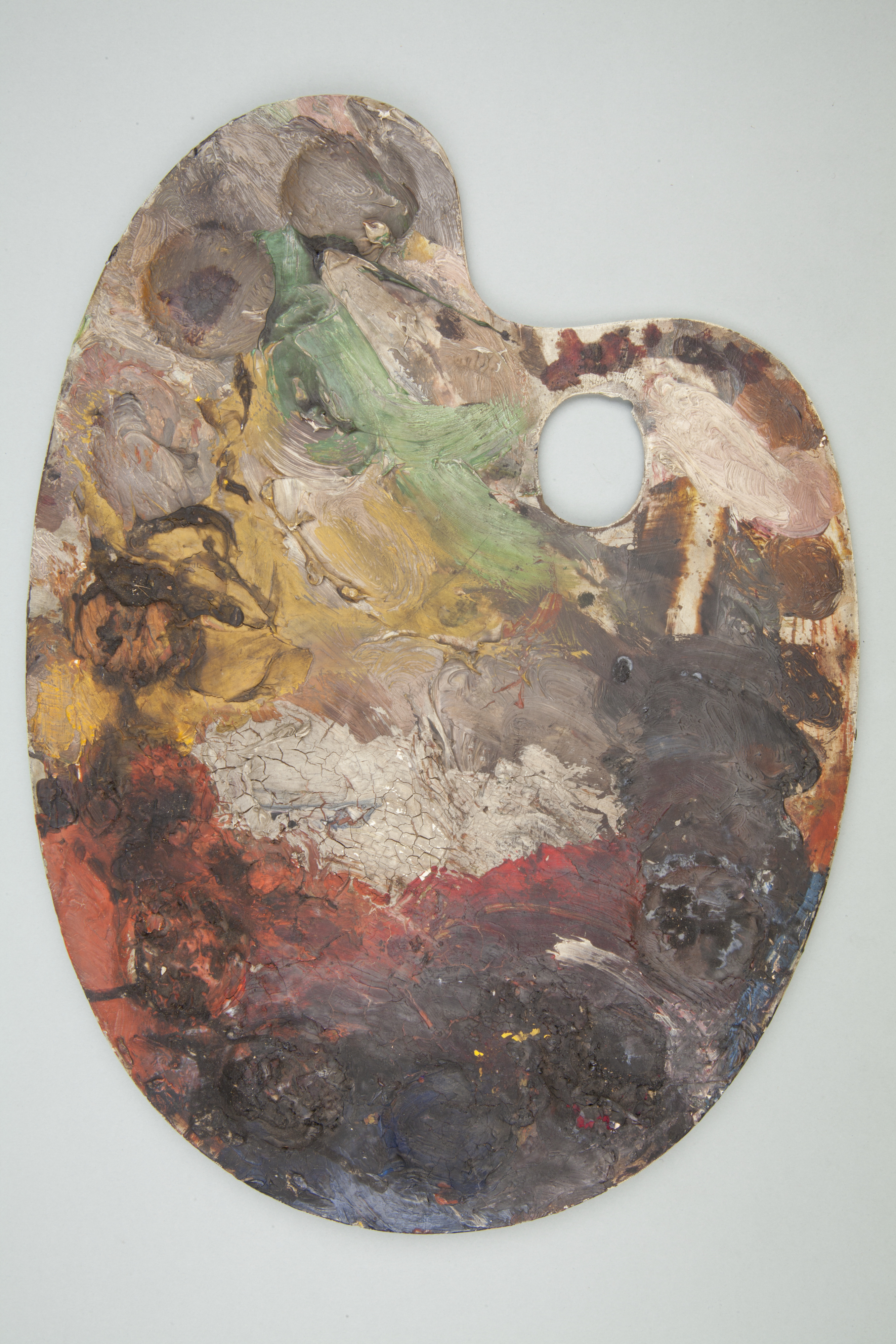
Paleta malarska Leona Wyczółkowskiego, Muzeum Narodowe w Krakowie